# 法希纳尔-杜索图努
法希纳尔-杜索图努是巴西南大河州的一个市镇。总面积169.945平方公里，总人口6343人，人口密度37.3人/平方公里。